# Louis Riondel
Pour les articles homonymes, voir Riondel.
Louis Riondel, né le 23 avril 1824 à Saint-Marcellin (Isère) et mort le 25 juillet 1889 à Saint-Marcellin, est un homme politique français.
Avocat à Grenoble en 1846, il se présente comme candidat d'opposition aux législatives. Il est député de l'Isère de 1867 à 1870, siégeant dans l'opposition de gauche. Il retrouve son siège de député de 1871 à 1881, siégeant au groupe de la Gauche républicaine. Il fut l'un des 363 qui refusent la confiance au gouvernement de Broglie, le 16 mai 1877. Il ne se représente pas en 1881 et devient président du tribunal de Saint-Marcellin, jusqu'à son décès.

## Sources
- « Louis Riondel », dans Adolphe Robert et Gaston Cougny, Dictionnaire des parlementaires français, Edgar Bourloton, 1889-1891 [détail de l’édition]